# Kickoff (American Football)

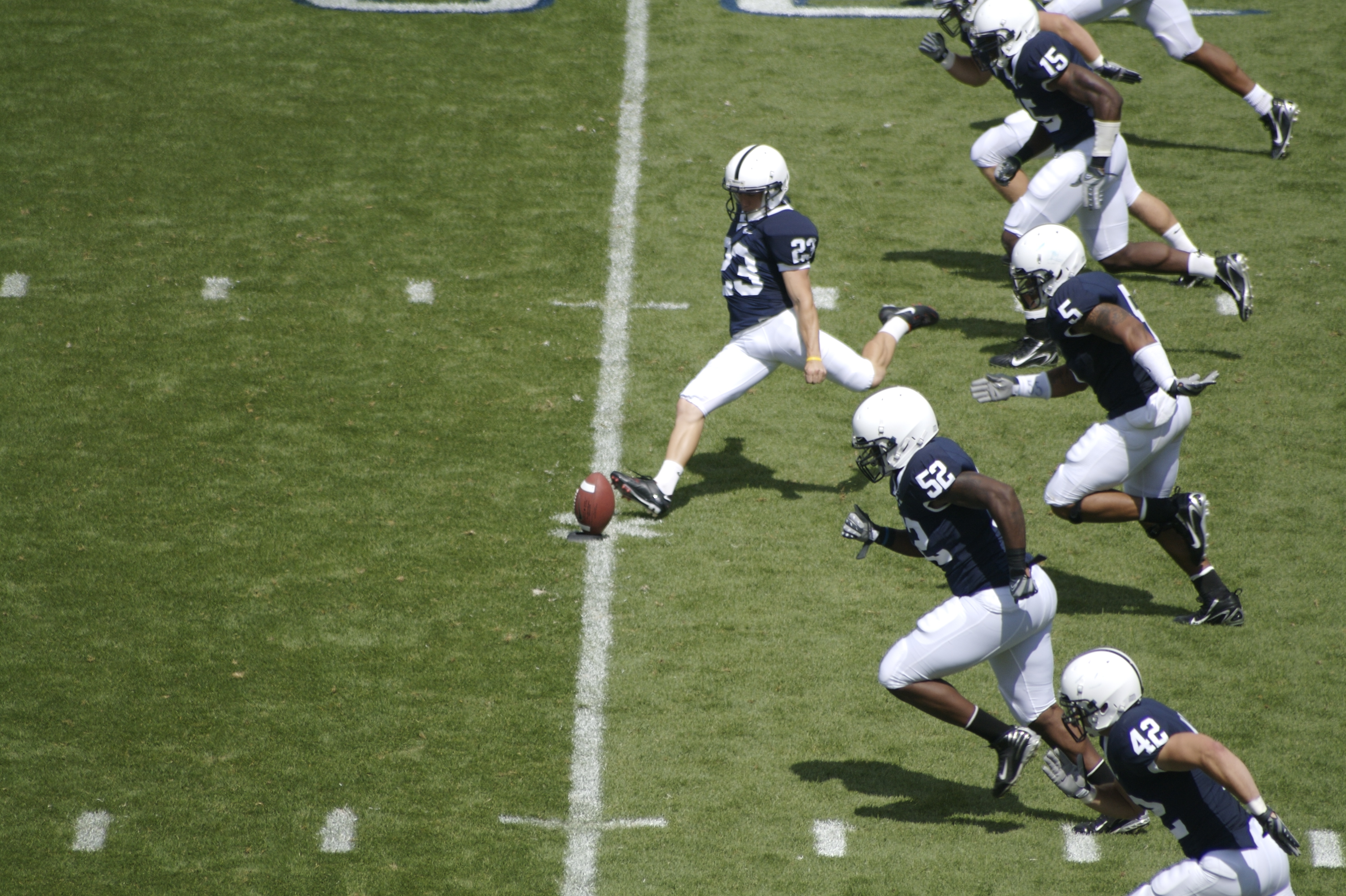
Penn State bei einem Kickoff 2007.

Ein Kickoff, eine Art des Free Kicks, ist ein besonderer Spielzug im American Football, Canadian Football und Arena Football. Dabei wird der Ball zu Beginn jeder Spielhälfte und einer Overtime, aber auch nach einem Touchdown und nach jedem Field Goal, vom Kickoff Specialist des Kicking Teams durch einen meist weiten Schuss ins Spiel gebracht (Ausnahme: nach einem Field Goal kann im Canadian Football auf Wunsch der erhaltenden Mannschaft der Kickoff auch durch das direkte Beginnen an der eigenen 35-Yard-Linie ersetzt werden).
Im Rollstuhlfootball wird der Kickoff durch einen Vorwärtspass simuliert. Nach einem Safety gibt es einen Safety Kick, eine andere Art des Free Kicks.
Bei beiden Formen des Kicks bekommt in der Regel die andere Mannschaft (Receiving Team) die Möglichkeit eines Returns, wobei der Ball so weit wie möglich zurückgetragen wird. Geht der Ball bereits beim Kickoff ins Seitenaus, über die Endzone hinaus oder signalisiert der Ballfänger einen Fair Catch, so wechselt das Angriffsrecht ohne einen Return.

## Ausführung

Spielfeld im American Football

Beim normalen Kickoff trennt sich das sogenannte Kicking Team vom Ballbesitz und schießt den Ball von der eigenen 35-Yards-Linie (in der NFL bis zur Saison 2011 von der 30-Yards-Linie) von einem Kicking Tee, einer Stütze für den Ball, so weit wie möglich in die Hälfte des Gegners. Hierbei stehen bis zum Kickoff alle Spieler des Kicking Teams hinter der eigenen 35-Yards-Linie, meist an dieser Linie verteilt. Die Spieler des Receiving Teams stehen, mindestens zehn Yards von der 35-Yards-Linie, im gesamten Spielfeld bis zur eigenen Endzone verteilt. Einige von ihnen können auch direkt an der Linie stehen, um einen eventuellen Onside Kick abzuwehren.
Das Kicking und das Receiving Team sind Formationen der Special Teams, die weder zur Offense noch zur Defense gehören.
Der Ball darf direkt, nachdem er gekickt wurde, vom Receiving Team erobert werden. Dem Kicking Team ist dies erst gestattet, wenn der Ball von einem gegnerischen Spieler berührt wurde oder mindestens zehn Yards zurückgelegt hat.
Danach gibt es sechs mögliche Spielfortsetzungen:
- Der Ball fliegt über die Endzone hinaus oder landet dort unberührt vom Receiving Team auf dem Boden: Damit ist der Spielzug sofort beendet und das Receiving Team erhält nach diesem Touchback das Angriffsrecht an der eigenen 20-Yards-Linie (seit 2016 an der 25-Yard-Linie, siehe Touchback). Das Gleiche gilt, wenn der Ball zwar von einem Spieler des Receiving Team in der Endzone direkt aus der Luft gefangen, aber nicht zurückgetragen wird, weil der Ballfänger auf die Knie geht und den Spielzug damit beendet oder den Ball zwar vorwärts trägt, aber noch in der Endzone getackelt wird (kein Return aus der Endzone heraus).
- Der Ballfänger signalisiert, indem er mit einer Hand oberhalb seines Kopfes deutlich winkt, einen Fair Catch. Er darf dann beim Ballfangen nicht gestört werden, aber auch keinen Return laufen. An der Stelle des Ballfangens erhält das Receiving Team das Angriffsrecht.
- Der Ballfänger winkt nicht, fängt den Ball und bewegt sich in Richtung gegnerische Endzone (Kickoff Return). Dieser Spielzug ist beendet, wenn der Kick Returner das Spielfeld verlässt, getackelt wird oder einen Touchdown erzielt.
- Der Ball geht zwischen den Endzonen ins Seitenaus, ohne von einem Spieler des Receiving Teams berührt zu werden. Dies gilt als Foul.
  - Im Falle eines zum ersten Mal versuchten Onside Kicks gibt es eine Fünf-Yards-Strafe für das Kicking Team und einen erneuten Kickoff.
  - Beim zweiten aufeinanderfolgenden Onside Kick ins Seitenaus (wie auch beim Berühren des Balls im zweiten Versuch durch das Kicking Team, bevor der Ball zehn Yards zurückgelegt hat) erhält das Receiving Team das Angriffsrecht an der Stelle, an der der Ball ins Seitenaus ging bzw. dort, wo der Ball zu früh berührt wurde oder der Spielzug endete.
  - Wurde kein Onside Kick versucht, so erhält das Receiving Team das Angriffsrecht 30 Yards von der Stelle des Kicks entfernt oder an der Stelle, an der der Ball ins Seitenaus ging.
- Der Ball geht ins Seitenaus, nachdem er zuvor von einem Spieler des Receiving Teams berührt wurde. Das Receiving Team erhält das Angriffsrecht an der Stelle, wo der Ball ins Seitenaus ging.
- Der Ball wird von einem Spieler des Kicking Teams erobert (siehe Onside Kick). Dieses behält dadurch das Angriffsrecht an der Stelle der Balleroberung. Erobert das Kicking Team den Ball in der gegnerischen Endzone, erzielt es einen Touchdown.

### Besondere Kickoffs

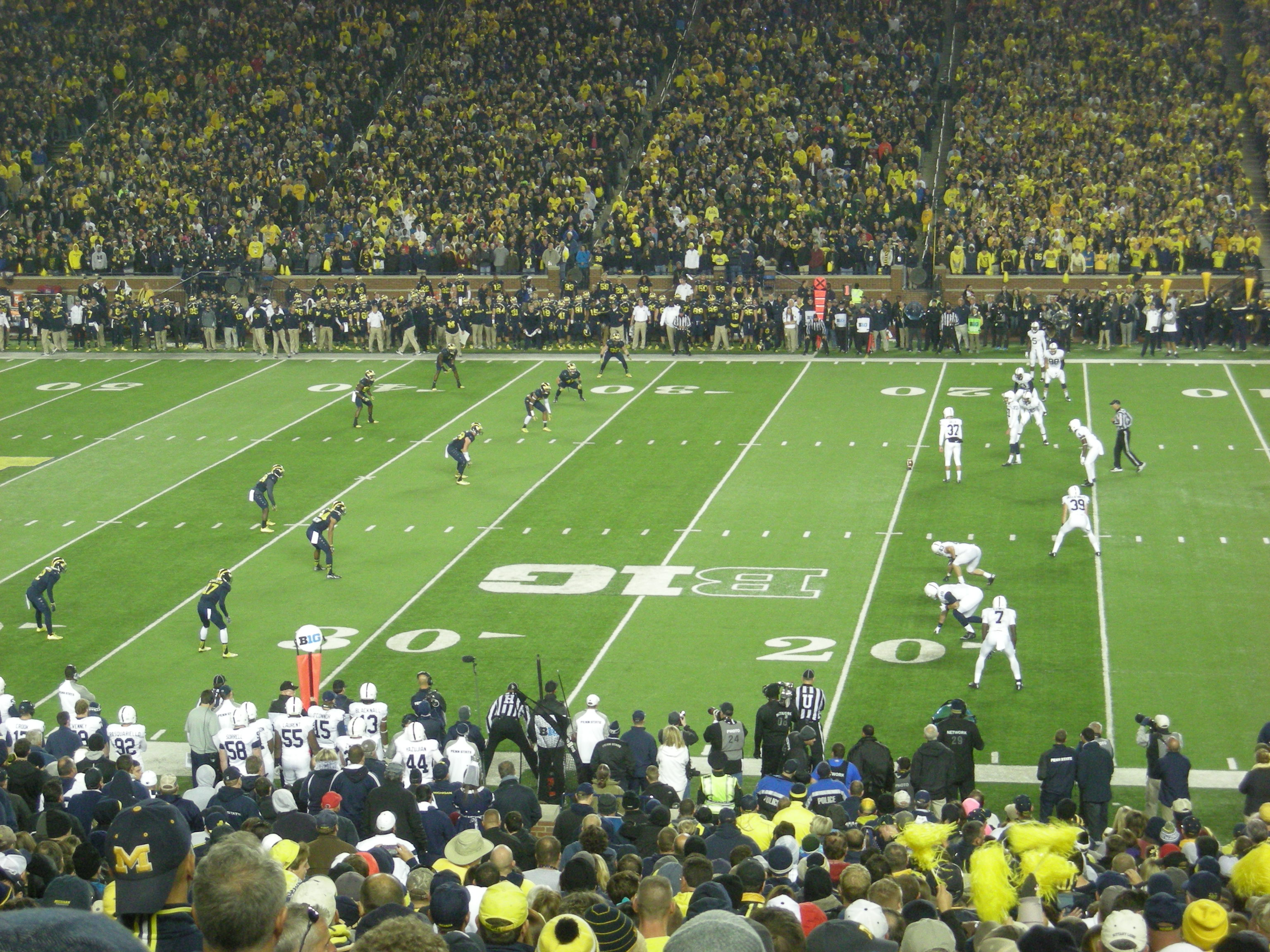
Penn State vor einem Onside Kick gegen Michigan im Oktober 2014

Beim Onside Kick versucht das Kicking Team, den Ball im Besitz zu halten. Hierzu muss es den Ball erobern, nachdem er von einem Mitglied des Receiving Teams berührt wurde oder mindestens zehn Yards zurückgelegt hat. Da das Receiving Team dort schon stehen darf und der Ball zu ihm geschossen wird, gelingt die Eroberung eines Onside Kicks selten. Er wird daher meist nur eingesetzt, wenn die Mannschaft gegen Spielende noch dringend punkten will und die gegnerische Offense mit ihrer Angriffsserie die Spielzeit auslaufen lassen könnte. Eine typische Strategie, um die Chancen der Balleroberung zu erhöhen, ist ein Wechsel der Spieler des Kicking Teams kurz vor dem Kick auf eine Seite des Kickers, kombiniert mit einem aufsetzenden Schuss, der den Weg des springenden Balls schwer berechenbar macht und einen Fair Catch verbietet. Alternativ dient diese stark besetzte Seite manchmal auch nur als Fake: Der Kicker schießt den Ball auf die Seite, wo nur ein oder zwei eigene Spieler stehen, oder schiebt ihn locker schießend zehn Yards nach vorne, um ihn selbst zu erobern. Wenn das Kicking Team den Ball beim Onside Kick erobert, darf der Ball nicht weitergetragen werden und der Drive der Offense startet an der Stelle, an der der Ball erobert wurde. Eine gebräuchliche Taktik des Receiving Teams gegen einen Onside Kick ist das Aufstellen eines Hands Teams (Hand-Mannschaft), welches aus den fangsichersten Spielern besteht.
Der Squib Kick ist ein flacher, harter Pressschlag, bei dem der Football aufgrund seiner Eiform in kaum berechenbarer Weise über den Boden springt. Im Vergleich zu einem normalen Kickoff ist der Squib Kick kürzer, gibt dem Receiving Team also meist eine gute Feldposition. Er wird vor allem eingesetzt, wenn man einem besonders schnellen und gefährlichen Kick Returner des Gegners ausweichen möchte. Der Squib Kick ist schwierig unter Kontrolle zu bringen und landet meist nicht beim schnellsten Returner, so dass die Gefahr, dass der Gegner einen weiten Return läuft oder gar einen Touchdown erzielt, geringer ist.

### Strafen und Besonderheiten
Wenn ein Spieler des Receiving Teams die begrenzende Linie vor dem Kick überschreitet, gibt es eine Fünf-Yards-Strafe und einen neuen Kickoff. Überschreitet ein Spieler des Kicking Teams die Linie, auf der der Ball liegt, bevor er geschossen wird, kann das Receiving Team wählen, ob es eine Fünf-Yards-Strafe und einen neuen Kickoff gibt oder ob der Return zählt und die fünf Yards auf das Ende des Spielzugs addiert werden.
Schafft der Ball beim Kickoff keine zehn Yards und wird auch nicht von einem Spieler des Receiving Teams berührt, gibt es eine Fünf-Yards-Strafe und einen neuen Kickoff. Beim zweiten Versuch eines Onside Kicks, der die zehn Yards nicht schafft und nicht von einem Spieler des Receiving Teams berührt wurde, wechselt das Angriffsrecht an der Stelle, an der der Ball liegen bleibt oder vom Kicking Team gesichert wurde.
Wenn der Ballfänger beim Fair Catch bei der Ballannahme gestört oder gar getackelt wird, gibt es eine 15-Yards-Strafe. Die Strafe gilt ebenso, wenn der Ballfänger einen Fair Catch signalisiert, dies aber nur dazu nutzt, einen Spieler des Kicking Teams zu blocken. Durch das Signalisieren eines Fair Catch ist der Spieler nicht gezwungen, den Ball zu fangen, er darf aber auch keinen Kontakt mit einem Gegenspieler haben, bevor der Ball von jemand anderem berührt wurde.
Beim Kickoff kann kein Field Goal erzielt werden – dies geht nur bei einem Spielzug innerhalb der vier Versuche (Downs) der Offense. Wird der Ball beim Kickoff durch die Torstangen des Gegners geschossen, gibt es einen Touchback.
Zeitnahme: Beim Kickoff startet die Uhr (Game Clock) nicht bei der Ausführung des Kicks, sondern erst und nur, wenn der Ball vom Receiving Team im Spielfeld gefangen wird oder aus der Endzone ins Spielfeld getragen wird. Wenn der Kickoff-Spielzug beendet ist, wird die Uhr (sofern sie läuft) immer angehalten.

### Entfernungen und Strafen in anderen Ligen
Die oben dargestellten Positionen, Entfernungen und Strafen entsprechen dem Regelwerk der National Football League (NFL). Die Werte in anderen Ländern und Ligen weichen leicht von diesen ab.

## Return
Von den Spielern des Receiving Teams stehen, bei einem erwarteten normalen Kickoff, ein oder zwei Spieler besonders tief in der eigenen Hälfte, je nach gegnerischem Kickoff Specialist und dessen Schusskraft auch an oder in der eigenen Endzone.
Die Kick Returner fangen den Ball und tragen ihn so weit wie möglich in Richtung der gegnerischen Endzone zurück. Die anderen Spieler des Receiving Teams fungieren als Blocker für den Returner. Der Return endet, wenn der Returner das Spielfeld verlässt, getackelt wird oder einen Touchdown erzielt.
Beim Return sind, wie beim Laufspiel, keine Vorwärtspässe erlaubt. Der Spieler in Ballbesitz darf den Ball aber per Lateralpass abgeben.
Lässt der Returner den Ball beim Fangen (auch bei einem Fair Catch) fallen, so bleibt dies ein freier Ball, und er kann von jeder Mannschaft erobert werden. Lässt er ihn beim Return fallen, so ist dies ein Fumble, und der Ball kann ebenfalls von jeder Mannschaft aufgenommen werden. Bei der Eroberung des freien Balls durch das Kicking Team endet der Spielzug an der Stelle der Balleroberung. Erobert das Kicking Team dagegen einen Fumble, so darf es den Ball auch weitertragen, bis der Spielzug endet.